# سورن بيتر كريستنسن
سورن بيتر كريستنسن (بالدنماركية: Søren Peter Christensen)‏ هو لاعب جمباز فني دنماركي، ولد في 30 أكتوبر 1884، وتوفي في 12 أكتوبر 1927 في Faaborg ‏ في الدنمارك.

## وصلات خارجية
- سورن بيتر كريستنسن على موقع اللجنة الأولمبية الدولية (الإنجليزية)
- سورن بيتر كريستنسن على موقع أوليمبيديا (الإنجليزية)